# Quemadura solar
Se denomina quemadura de sol o quemadura solar al enrojecimiento y la hinchazón de la piel que se produce debido a la sobreexposición a la radiación ultravioleta (UV) del sol. El inicio suele ser de 2 a 6 horas después de la exposición. Otros síntomas pueden incluir dolor, calor y ampollas. Después de unos días se puede observar descamación de la piel. Las complicaciones pueden incluir deshidratación, infecciones, cáncer de piel, envejecimiento de la piel y manchas marrones.

## Causas
La causa más frecuente es la exposición al sol, aunque también puede deberse a otras causas, tales como salones de bronceado. Las personas con piel más clara tienen más probabilidades de sufrir quemaduras solares. Otros factores de riesgo incluyen vivir cerca del ecuador, elevada altitud, horarios de exposición entre las 10 a. m. y las 2 p. m., cielos despejados, reflejos de la nieve y ciertos medicamentos. Los medicamentos involucrados pueden incluir doxiciclina e HCTZ. El mecanismo subyacente de la lesión implica daño en el ADN seguido de muerte celular programada.

## Prevención
Medidas preventivas que incluyen: 
- evitar el sol alrededor del mediodía, por ejemplo de 10 a. m. a 4 p. m.,
- protector solar
- buscar sombra cuando los rayos UV son más intensos
- ropa de protección solar incluido un sombrero de ala ancha.[1]

## Tratamiento
El tratamiento consiste en medicamentos para el dolor como los AINE y la crema hidratante. Una quemadura de sol grave puede requerir líquidos intravenosos como el lactato de Ringer.

## Incidencia
Las quemaduras solares afectaron a alrededor del 34 % de la población de los Estados Unidos en 2015. Los adultos jóvenes son los más afectados. Antes de 1820 se creía que las quemaduras solares se debían al calor. El protector solar se desarrolló inicialmente durante la Segunda Guerra Mundial.